# Nidhöggr

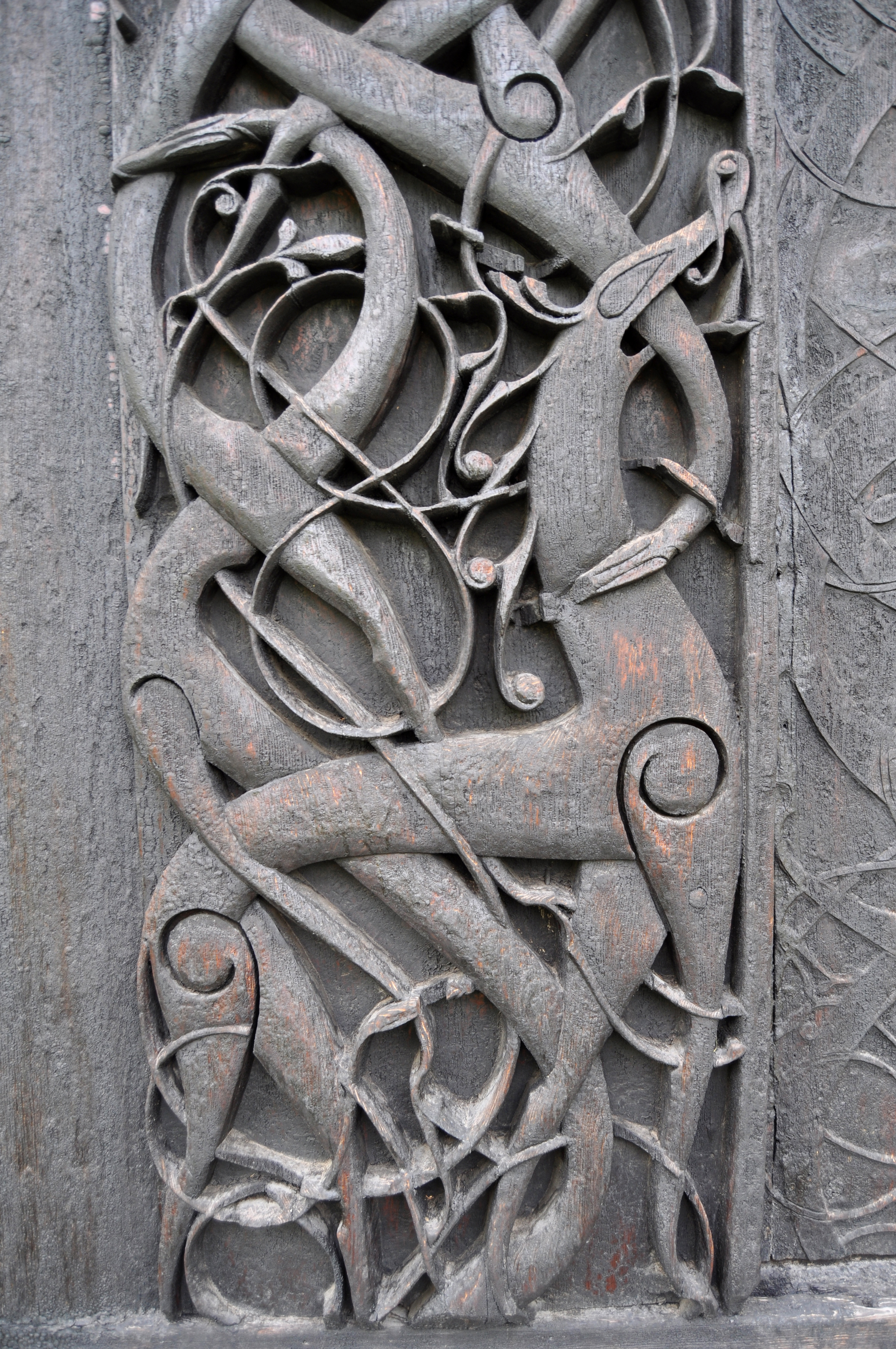
Ein Hirsch (Dain, Dwalin, Duneyr und Durathror) nagt am Weltbaum. Mittelalterliches Relief der Stabkirche Urnes in Ornes, (Norwegen).

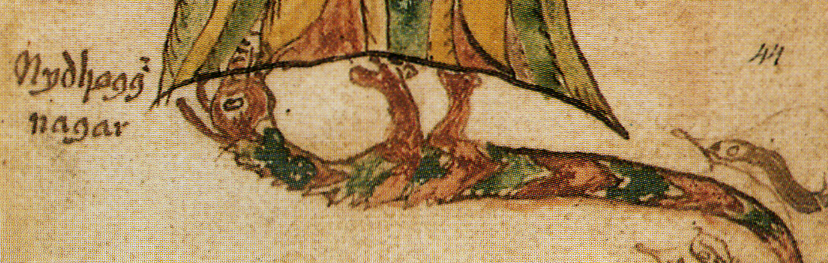
Nidhöggr nagt von unten an der Weltenesche Yggdrasil. Detail aus einer isländischen Handschrift des 17. Jahrhunderts.

Nidhöggr, auch Nidhögg, Nidhöggur oder Nidhogg (altnordisch Níðhǫggr „der hasserfüllt Schlagende“), ist in der nordischen Mythologie ein schlangenartiger Drache, der am Weltenbaum Yggdrasil lebt und die Toten peinigt.

## Forschung
Nidhöggr ist in der nordischen Kosmogonie des Mittelalters ein Drache, der sich in beziehungsweise nach der Endzeit vom Blut der Toten ernährt. So zumindest muss man ihn sehen, wenn man die Aussagen der verschiedenen Texte als Puzzlestücke desselben Bildes auffasst. Sieht man genauer hin, lassen sich jedoch mindestens zwei Mythenschichten in der Überlieferung Nidhöggrs auseinanderhalten, die nicht deckungsgleich sind und wohl aus unterschiedlichen Zeiten stammen.
In der Völuspá wird Nidhöggr in seiner Funktion als Totendrache so beschrieben, als wäre er unmittelbar der christlichen Vorstellungswelt des Mittelalters entsprungen. Der Weg vom schlangenartigen Drachen, der in der Endzeit Tote quält und als Unterwelt-Gegenspieler Allvaters auftritt, ist nicht weit zum Gegenspieler Gottes, dem großen Drachen, der alten Schlange, die Teufel und Satan genannt wird, der in der Apokalypse des Johannes von Erzengel Michael bezwungen wird (Offb 12,7–9 ). Totendrachen sind in der apokalyptischen Visionsdichtung des Mittelalters geradezu typisch. Die Prosa-Edda vervollständigt diese Gleichsetzung, in dem sie den Drachen in die Quelle Hvergelmir versetzt und ihn dadurch zum Bestandteil eines christlichen Straforts macht. Sie verknüpft darüber hinaus diesen Ort mit der Neuen Welt nach der Endzeit, während die Völuspá das streng genommen offenlässt und man es nur in sie hineininterpretieren kann.
Die Natur Nidhöggrs ist nicht zu hundert Prozent eindeutig. In der Völuspá wird Nidhöggr sowohl nadr „Schlange“ als auch dreki „Drache“ genannt. Der in ihr beschriebene Flug Nidhöggrs weist jedoch auf einen Drachen, da Schlangen nicht fliegen können. Rudolf Simek verdeutlicht an diesem Beispiel, dass offenbar bis ins hohe Mittelalter hinein keine klare Trennung zwischen Schlange und Drache vorgenommen wurde. Schlange konnte immer auch Drache meinen. Gerade daraus wird klar, dass die Natur Nidhöggrs eine große Nähe zur Schlange hat, die durch die Gesellschaft vieler Schlangen an seiner Seite bestätigt wird.
Die Schlange hat in der germanischen Welt in vormittelalterlicher Zeit, insbesondere in der Bronzezeit, eine größere Rolle gespielt als zur Zeit der Abfassung der Eddas. Als chthonisches Tier stand sie dabei alten Fruchtbarkeitskulten nahe, bei denen es letztlich um die Wiederkehr des Lebens (Frühling) nach dem Tod (Winter) geht. Möglicherweise hatte die Schlange eine besondere Stellung im Totenkult, wie der Drache Nidhöggr am Weltenbaum, aber auch die weltumspannende Midgardschlange anzeigt.
Die christliche Prägung Nidhöggrs in der Völuspá kann man zur Deutung der Beschreibung seiner Rolle am Weltenbaum im Lied Grímnismál heranziehen, doch kann dieser Text genauso gut auch für sich alleine stehen und einen anderen Mythos beschreiben, der weitaus älter ist als die mittelalterliche Färbung Nidhöggrs.
Die Schlange oder der Drache an den Wurzeln des Welten- oder Lebensbaums gehören zum Grundgerüst der Mythologie vieler Völker. Sie treten nicht nur in der Bibel im Garten Eden in Erscheinung, sondern auch in Sibirien und insbesondere auch bei den indogermanischen Völkern, zum Beispiel in der Figur Ladons am griechischen Baum der Hesperiden oder in den indischen Nagas, die im Streit mit dem Adler Garuda stehen, der über ihnen in einem Baum wohnt. Zum Streit am Baum gibt es noch eine weitere Parallele in der indogermanischen Welt: In einer Fabel des römischen Dichters Phaedrus stiftet eine Katze an einem Baum Feindschaft zwischen einem Adler in der Höhe und einer Wildsau an den Wurzeln. Worum es jedoch in dem Streit zwischen oben und unten geht, kann man nicht mehr genau feststellen. Die beiden Widerparts als Gegenpole der Dualität zu begreifen, ist möglich, aber vielleicht nur eine neuzeitliche Interpretation, wie die Beispiele von Ladon gegen Herakles und von den Nagas gegen Garuda zeigen, in denen es letztlich um den Zugriff auf das Mittel zur Unsterblichkeit geht. In der Wissenschaft ist jedoch nicht allgemein anerkannt, dass Nidhöggr ein indogermanisches Erbe darstellt.